# Habrodesmus huberti
Habrodesmus huberti är en mångfotingart som beskrevs av Demange och Jean-Paul Mauriès 1975. Habrodesmus huberti ingår i släktet Habrodesmus och familjen orangeridubbelfotingar. Inga underarter finns listade i Catalogue of Life.